# Morné Moolman
Morné Moolman (ur. 1 września 1994) – południowoafrykański lekkoatleta specjalizujący się w rzucie oszczepem.
W 2011 został wicemistrzem świata juniorów młodszych (w eliminacjach tych zawodów osiągnął oszczepem o wadze 700 gramów rezultat 83,96 będący rekordem życiowym zawodnika oraz rekordem Afryki juniorów młodszych) oraz zwyciężył w igrzyskach Wspólnoty Narodów kadetów. Rok później został brązowym medalistą mistrzostw świata juniorów. 
Rekord życiowy: 76,29 (13 lipca 2012, Barcelona).

## Osiągnięcia
| Rok  | Impreza                                       | Miejsce         | Pozycja    | Wynik |
| ---- | --------------------------------------------- | --------------- | ---------- | ----- |
| 2011 | Mistrzostwa świata juniorów młodszych         | Lille Metropole | 2. miejsce | 80,99 |
| 2011 | Igrzyska Wspólnoty Narodów juniorów młodszych | Douglas         | 1. miejsce | 81,53 |
| 2012 | Mistrzostwa świata juniorów                   | Barcelona       | 3. miejsce | 76,29 |